# Franz Xaver König
Franz Xaver König (* um 1711; † 24. Dezember 1782 in Salzburg) war ein Salzburger Rokokomaler.

## Leben
Der Sohn eines Salzburger Korporals heiratete 1748 und erhielt das Bürgerrecht in Salzburg. Als Trauzeuge fungierte der Maler Peter Paul Perwanger, der möglicherweise sein Lehrer oder Meister war. König war hauptsächlich für das Stift St. Peter tätig, das unter Abt Beda Seeauer (1753–1786) umgestaltet wurde. So schuf er unter anderem Deckenfresken in der Stiftskirche, deren Urheberschaft allerdings nicht völlig geklärt ist. König wird zwar in den Archiven von St. Peter als Maler genannt, hat aber möglicherweise den Auftrag an Johann Weiß weitergegeben.
Neben Fresken und Altarbildern malte Franz Xaver König auch Porträts und Landschaften. Er war an den Venezianern geschult und gilt als Hauptvertreter der Rokokomalerei in Salzburg.

## Werke

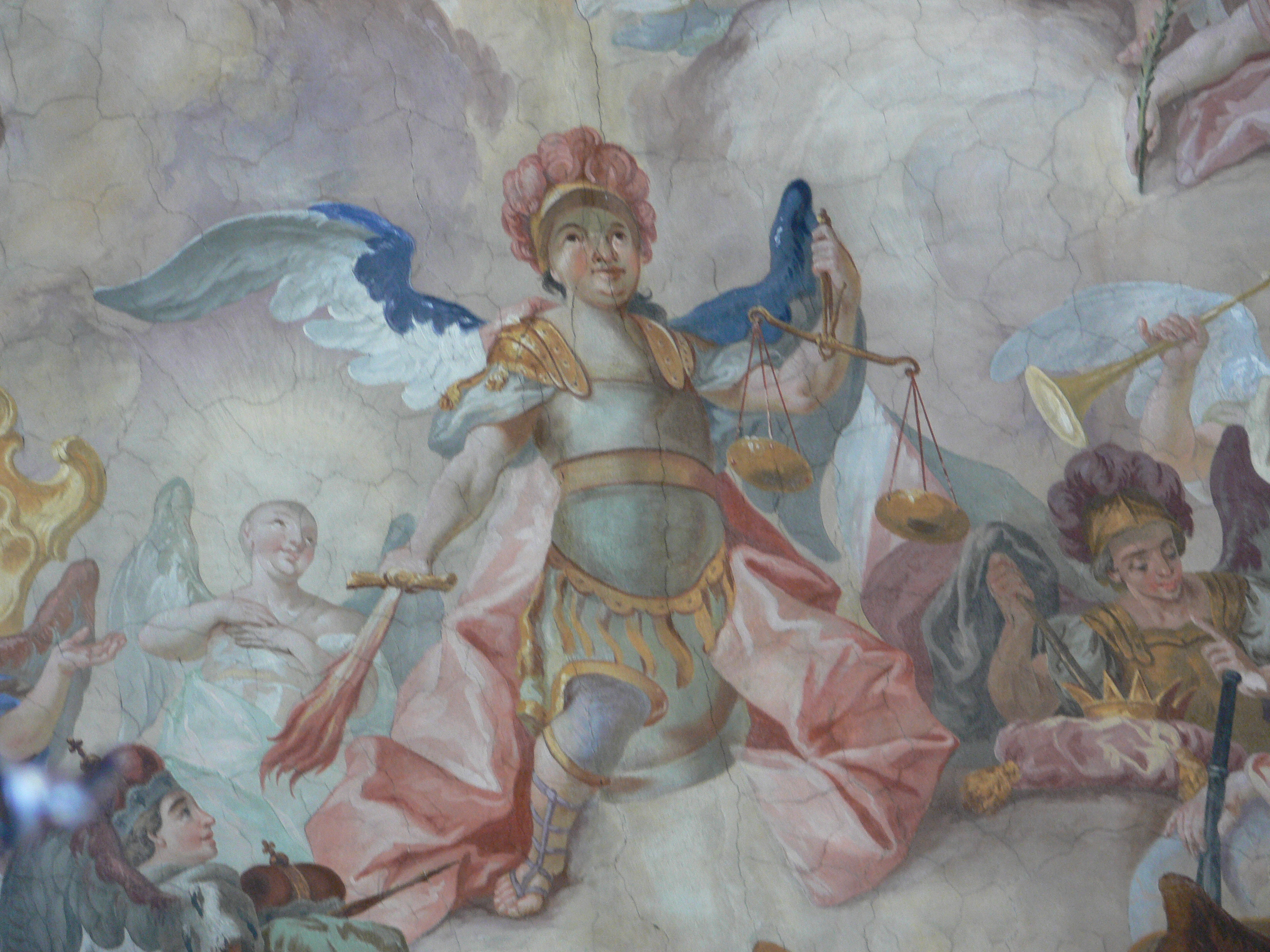
Hl. Michael, Detail des Deckenfreskos in der Michaelskirche

- Hochaltarbild und Seitenaltarbilder, Pfarrkirche Annaberg im Lammertal, 1752
- 20 Leinwandbilder für die Stiftskirche St. Peter, 1757
- Fahnenblatt für Großgmain, 1759
- Fresken der Kuppeln und der Decke, Stiftskirche St. Peter, 1758–1763
- Ausmalung der Stiftsbibliothek St. Peter, 1769
- Fresken und Seitenaltarbilder, Michaelskirche, Salzburg, 1770/71
- Hochaltarbild, Filialkirche Untereching, 1774
- Hochaltarbild Himmelfahrt Mariens, Stiftskirche Laufen, um 1775